# Le Chant des cloches
Pour plus de détails, voir Fiche technique et Distribution.
Le Chant des cloches (titre original : Sins of Man) est un film américain en noir et blanc réalisé par Gregory Ratoff et Otto Brower, sorti en 1936.

## Synopsis
Freyman, sonneur d'église autrichienne, aime la musique et veut que ses deux fils l'aiment aussi. Le premier se rend en Amérique et le second, sourd-muet, retrouve l’ouïe lors des bombardements de la Première Guerre mondiale.

## Fiche technique
- Titre français : Le Chant des cloches
- Titre original : Sins of Man
- Réalisation : Gregory Ratoff, Otto Brower
- Scénario : Ossip Dymow, Samuel G. Engel, Frederick Kohner
- Production : Kenneth Macgowan
- Société de production : 20th Century Fox
- Musique : Alexis Arkhangelsky, R.H. Bassett,  Hugo Friedhofer
- Photographie : Sidney Wagner
- Montage : Barbara McLean
- Son : Bernard Freericks, Roger Heman Sr.
- Direction artistique : Hans Peters
- Pays de production :  États-Unis
- Format : noir et blanc  - 35 mm - 1,37:1 - son : Mono  (Western Electric Noiseless Recording)
- Genre : Film dramatique
- Durée : 86 min
- Dates de sortie :
  - États-Unis : 19 juin 1936
  - France : 14 août 1936

## Distribution
- Jean Hersholt : Christopher Freyman
- Don Ameche : Karl Freyman / Mario Signarelli
- Allen Jenkins : Crusty
- J. Edward Bromberg : Anton Engel
- Ann Shoemaker : Anna Engel
- DeWitt Jennings : Twichelesko
- Fritz Leiber : Father Prior
- Francis Ford : Town Drunk
- Christian Rub : Fritz
- Adrian Rosley : Singarelli's Butler
- Gene Reynolds : Karl Freyman as a Boy
- Mickey Rentschler : Gabriel Freyman as a Boy
- John Miltern : M. Hall
- Paul Stanton : Minister
- Edward Van Sloan : Austrian Army Doctor